# Планина-на-Похорю
Планина-на-Похорю (словен. Planina na Pohorju) — поселення в общині Зрече, Савинський регіон, Словенія. 
Висота над рівнем моря: 1056,5 м.